# Scorpio (Marvel Comics)
Scorpio è il nome di diversi personaggi dei fumetti pubblicati dalla Marvel Comics.
- Il primo, Jake Fury, creato da Jim Steranko (testi e disegni), è esordito in Strange Tales (vol. 1[1]) n. 159 (agosto 1967).
- Il secondo, Mikel Fury, creato da Archie Goodwin (testi) e Howard Chaykin (disegni), è apparso per la prima volta in Marvel Graphic Novel (vol. 1[1]) n. 50 (agosto 1989).
- Il terzo, Vernon Fury, creato da Dan Slott (testi) e Giuseppe Camuncoli (disegni), è esordito in Amazing Spider-Man (vol. 4[1]) n. 2 (dicembre 2015).

Altri individui che hanno assunto tale ruolo sono Jacques LaPoint, un Life Model Decoy con le sembianze di Jake Fury, il fondatore di "Ecliptic's Zodiac" e un individuo innominato al servizio di Thanos. Tutti generalmente uccisi nel numero d'esordio.

## Biografia dei personaggi

### Jake Fury
Jacob "Jake" Fury è nato a metà anni venti nel quartiere di New York noto come Hell's Kitchen (in inglese: "cucina dell'inferno"), dall'aviatore Royal Flying Corps pluridecorato della prima guerra mondiale Jack Fury e di sua moglie Katherine, morta quando i figli erano ancora molto piccoli. Successivamente Jake, il fratello maggiore Nick e la sorella minore Dawn, rimangono orfani anche di padre e a crescerli nel delicato clima della grande depressione è dunque l'innominata matrigna.
Allo scoppio della Seconda guerra mondiale, Jake si oppone all'ingresso degli Stati Uniti nel conflitto e decide di non arruolarsi, cosa che causa non poco attrito col fratello maggiore, sergente della squadra d'élite chiamata "Howling Commandos". Tuttavia in un secondo momento, dopo aver aiutato la suddetta squadra a liberare Nick da un gerarca nazista decide a sua volta di combattere per il suo paese covando però, parallelamente, un forte rancore nei confronti del fratello, cui spettano sempre tutta la gloria e gli onori.
Terminata la guerra, Jake diviene uno scienziato e trova lavoro presso le Stark Industries ma finisce col farsi coinvolgere dall'HYDRA e vendere loro segreti industriali per poi entrare in latitanza dopo essere stato scoperto dal fratello, nel frattempo divenuto agente dello S.H.I.E.L.D..
In seguito entra in possesso di un artefatto extradimensionale: la "Chiave dello Zodiaco", che gli conferisce poteri soprannaturali grazie ai quali diviene membro fondatore dello Zodiaco; cartello criminale dedito al dominio del mondo i cui dodici membri hanno nomi in codice ispirati ai segni dello zodiaco (nel caso di Jake: "Scorpio"). Costruitosi una serie di identità fittizie, Scorpio affronta il fratello in varie occasioni nel tentativo di ucciderlo ma viene sconfitto e apparentemente muore, cosa che porta Nick ad assumere la sua identità al fine di infiltrarsi nello Zodiaco senza successo.
Il vero Scorpio, sopravvissuto, tenta inizialmente di rientrare nelle grazie dello Zodiaco e, assunta la nuova identità di Jacque LaPoint affronta assieme a loro i Vendicatori venendo sconfitto motivo per il quale si mette poi alla guida della sua versione personale dello Zodiaco (costituita da Life Model Decoy) nel tentativo di rapire Kyle Richmond e chiedere un riscatto, ma viene affrontato dai Difensori e sconfitto. In preda a una crisi depressiva ascolta un'ultima volta Somewhere Over the Rainbow di Judy Garland dopodiché si suicida sparandosi in testa.
Per un certo periodo di tempo il vero Jacque LaPoint assume il ruolo di Scorpio nello Zodiaco ma, successivamente, viene assassinato da un Life Model Decoy con le sembianze di Jake Fury costruito dalla semi-senziente "Chiave dello Zodiaco" per sostituire l'originale. L'androide prende successivamente controllo dello Zodiaco assassinandone i membri e sostituendoli con altri Life Model Decoy assieme ai quali affronta i Vendicatori della Costa Ovest venendo definitivamente sconfitto e disattivato.
Negli anni successivi l'identità di Scorpio viene assunta da un misterioso uomo messosi alla guida di una nuova versione dello Zodiaco, poi massacrato dal team Arma X di Malcolm Colcord, e in seguito da un altrettanto innominato discepolo di Thanos membro di una versione dello Zodiaco che trova la morte contro i Vendicatori.
Il vero Jack Fury ricompare diverso tempo dopo in occasione della battaglia tra i Secret Warriors, l'HYDRA e Leviathan rivelando di aver sempre lavorato come talpa per il fratello prima tra le file dello Zodiaco e, poi, inscenata la sua morte, infiltrandosi tra le file dell'HYDRA dopo aver assassinato Kraken e averne vestito i panni. Catturato il Barone Strucker e consegnatolo al fratello, Jake assiste alla sua uccisione e, terminato il suo compito, scompare nuovamente nel nulla.

### Mikel Fury
Mikel "Mickey" Fury è nato nella Repubblica di Carpasia da Nick Fury e Amber D'Alexis, fidanzata di suo fratello Jake che, tuttavia, se ne serve al solo scopo di estorcergli informazioni riguardo al suo lavoro di ricercatore dimensionale a Macao, cosa che spinge Nick a sedurla, ottenere prove del suo doppiogiochismo e, infine, arrestarla. Ferita nell'orgoglio la donna riesce a fuggire e fare ritorno in Carpasia, dove dà alla luce il figlio dell'uomo, Mikel.
Accecata dall'odio, Amber sfrutta la notizia della morte di Scorpio e racconta al bambino che Jake è suo padre attribuendo a Nick la colpa del suo suicidio, cosa che spinge Mikel ad addestrarsi per divenire il nuovo Scorpio, agevolato dalle capacità sovrumane conferitegli dall'Infinity Formula contenuta nel suo DNA, e, anni dopo, armatosi di una replica della Chiave dello Zodiaco, dichiara guerra allo S.H.I.E.L.D. riuscendo a catturare Fury e Wolverine ma, quando la madre rivela la verità su chi sia suo padre, Mikel la tradisce lasciando che Wolverine la trafigga e, in seguito, si unisce allo S.H.I.E.L.D. prendendo parte a numerose missioni.
Dopo la presunta morte di Nick Fury ad opera del Punitore Mikel giura vendetta e tenta di assassinarlo assieme ad alcuni agenti dello S.H.I.E.L.D. suoi alleati, ma fallisce e viene espulso dall'organizzazione assieme a tutti quelli che lo hanno seguito.
Ritiratosi in Moldavia Mikel viene, diversi anni dopo, contattato dal padre per guidare la Squadra Grigia dei Secret Warriors ma muore insieme a quasi tutti i suoi compagni durante una missione facendosi saltare in aria per evitare la diffusione di un'arma batteriologica dell'HYDRA.

### Vernon Fury
Vernon Jacob Fury è il nipote di Jake Fury e, fin dalla nascita, suo padre gli ha raccontato delle imprese del nonno nei panni di Scorpio portandolo a desiderare di scoprire tutti i segreti della Chiave dello Zodiaco tanto che, da adulto, divenuto un ricco uomo d'affari con l'alias di "Vernon Jacobs", riesce ad impadronirsi dell'artefatto e, investendo nelle azioni delle Parker Industries, ottiene i fondi sufficienti a rifondare lo Zodiaco divenendo il nuovo Scorpio e guidando l'organizzazione terroristica in una macchinosa operazione per sottrarre un antico manufatto dal British Museum servendosene poi per aprire un varco temporale ed affacciarvisi ottenendo informazioni su tutti gli eventi dell'anno successivo sebbene l'intervento dello S.H.I.E.L.D. e dell'Uomo Ragno lo faccia precipitare al di là del portale proiettandolo un anno nel futuro e vanificandone i piani.

## Poteri e abilità
Jake Fury

Jake Fury possiede una spiccata intelligenza ed una straordinaria abilità di stratega oltre ad essere una delle migliori spie dell'Universo Marvel, un eccellente combattente corpo a corpo ed un grande esperto nell'uso di qualsivoglia tipologia di arma. La "Chiave dello Zodiaco" di cui si serve nella sua identità di Scorpio gli conferisce una vasta gamma di capacità soprannaturali: può accrescerne forza, velocità e resistenza a livelli superumani, è in grado di fargli mutare forma come desideri fin'anche a liquefarsi, può fargli emettere energia elettrica, gli consente di manipolare lievemente il magnetismo e perfino di teletrasportarsi. Il rapporto tra Jake e l'artefatto è di totale dipendenza, tanto che essa addirittura ne rallenta l'invecchiamento arrivando tuttavia a controllarne le azioni e la volontà almeno fino a che non se ne separa con la sua apparente morte, evento a seguito del quale risulta poco chiaro come possa continuare a mantenersi giovane.
Mikel Fury

Mikel Fury, in quanto figlio di Nick Fury possiede l'Infinity Formula direttamente all'interno del suo DNA, motivo per il quale, a differenza del padre, non ha bisogno di iniettarsela annualmente per rallentare il suo invecchiamento. Inoltre (presumibilmente per lo stesso motivo) dispone di forza, agilità e resistenza sovrumane ed è finemente addestrato sia nel corpo a corpo che nello spionaggio e nell'uso delle armi dimostrando, inoltre, una grande intelligenza e delle buone abilità di stratega.
Vernon Fury

Vernon Fury è dotato di una fredda mente analitica che lo rende un abile stratega commerciale, un eccellente tattico ed un ottimo pianificatore, inoltre è un grande esperto di combattimento corpo a corpo e spionaggio. Come il primo Scorpio, Vernon brandisce la Chiave dello Zodiaco tuttavia, nelle sue mani, l'artefatto dimostra unicamente le capacità di emettere scariche d'energia elettrica e aumentare la sua forza fisica a sufficienza da permettergli di affrontare ad armi pari l'Uomo Ragno.

## Altre versioni

### Ultimate
Nell'universo Ultimate, Scorpio è l'alias usato da Nick Fury per infiltrarsi nell'HYDRA ma, apparentemente, è esistito un vero Scorpio, ucciso da Occhio di Falco e dallo stesso Fury diversi anni prima in Medio Oriente.

## Altri media

### Televisione
- Scorpio compare in un episodio della serie animata I Vendicatori come membro di Zodiac, in tale versione tuttavia è un alieno di sembianze ibride tra uomo e scorpione e assume l'identità di Jake Fury tramite poteri mutaforma.
- In un episodio della serie Super Hero Squad Show compare Scorpio, salvo poi scoprire che si tratta di una identità fittizia utilizzata da Fury per infiltrarsi tra alcuni supercriminali.
- Nell'anime del 2010 Iron Man Scorpio è un robot e un avversario ricorrente.
- In Ultimate Spider Man, Scorpio è Max Fury, fratello di Nick e leader di Zodiac.

### Videogiochi
- Scorpio compare nel videogame Spider-Man Unlimited.